# Serra de Puigdevall
La Serra de Puigdevall és una serra situada al municipi de Lleida a la comarca del Segrià, amb una elevació màxima de 198,5 metres.